# INECC Mission Voix Lorraine
L'INECC Mission Voix Lorraine, Centre de ressources pour le développement des pratiques chorales et vocales, participe à la promotion de toutes les formes de pratique vocale aussi bien sur le plan professionnel que celui des loisirs. Il a été créé en 1992 par Pierre Cao sous l'impulsion du Ministère de la Culture et de la Communication (DRAC Lorraine) et du Conseil Régional de Lorraine. Son siège est situé à Metz. L'association est présidée par Serge Pierson.
Il propose en particulier des formations et l'accès à des ressources (partitions...).
L'INECC Mission Voix Lorraine est missionné, soutenu et financé par le Ministère de la Culture - DRAC Grand Est, la Région Grand Est, le département de la Meuse, le département de la Moselle, le département des Vosges et la ville de Metz.
L'INECC Mission Voix Lorraine est également membre de la Plate-Forme Interrégionale, du réseau national des Missions Voix, de l'IFAC (Institut français d'Art choral), d'Europa Cantat et est signataire de la charte Musique & Handicap.

## Projets participatifs
- L'INECC a participé à la création du chœur Robert Schuman, destiné à 40 jeunes transfrontaliers de 16 à 26 ans issus de Belgique, Sarre, Lorraine et Luxembourg.

- Des concerts : Mademoiselle Moselle[2], avec plus de 150 choristes amateurs et 72 musiciens , Dogora, Lélio, Les Métaboles...

- Des résidences d'artistes dans des écoles : Les Ogres de Barback[3], Ommm, Chet Nuneta, Voces8, collectif Io, Piccolo, Le Concert Lorrain, Les cris de Paris, Tomás Bordalejo...

## Productions
- CD Chanterelle
- Livre-CD Zeum